# آلبان‌خزندگان
آلبان‌خزندگان (نام علمی: Albanerpetontidae) نام یک تیره از دوزیستان است که حدود دو و نیم میلیون سال پیش منقرض شده‌است و اعضای آن ظاهری شبیه به سمندرها داشتند. این تیره تنها تیره در راسته دگردُم‌داران Allocaudata به‌شمار می‌آید. دگردم‌داران خود به زیررده نرم‌دوزیستان تعلق دارند.
از دوزیستان سه راسته زنده مانده‌اند به نام‌های بی‌دمان Anura (قورباغه‌ها)، دم‌داران Caudata (سمندر)، و بی‌پاسانان Apoda (سمندر کرمی). دگردم‌داران راسته چهارمی از دوزیستان بودند اما منقرض شده‌اند.
تفاوت دگردم‌داران و بنابراین آلبان‌خزندگان با سمندرها این است که پوست آلبان‌خزندگان با فلس‌هایی استخوانی پوشیده شده‌بود. تیره آلبان‌خزندگان چهار سرده دارد:
- آلبان‌خزنده Albanerpeton
- اسکنه‌دندان Celtedens
- انوال‌خزنده Anoualerpeton
- وسکس‌خزنده Wesserpeton

از این چهار سرده بین ۱۰ تا ۲۰ گونه شناسایی شده که همگی از عصر باتونین تا میانه‌های ژوراسیک و تا پایان پلیوسن زندگی می‌کردند. این بازه زمانی حدود ۱۶۰ میلیون سال را دربر می‌گیرد.